# АЭС Грайфсвальд
Атомная электростанция Грайфсвальд (нем. Kernkraftwerk Greifswald) — закрытая атомная электростанция в Германии с пятью атомными реакторами типа (ВВЭР) общей мощностью 2200 МВт. Наибольшая из двух АЭС Восточной Германии (вторая — АЭС Райнсберг). Носила имя Бруно Лейшнера, министра экономики ГДР.
После объединения Германии эти атомные электростанции были закрыты (поскольку юридически ФРГ поглотила ГДР, для продолжения работы требовалось провести полномасштабную процедуру лицензирования по законам ФРГ). При этом если к первым четырём энергоблокам с ВВЭР-440/230 были предъявлены технические претензии к системе аварийного охлаждения и к системе автоматического управления технологическим процессом АЭС, то вторые четыре энергоблока с ВВЭР-440/213 полностью отвечали всем действовавшим тогда в ФРГ правилам ядерной безопасности АЭС, но заниматься лицензированием, а тем более доработками, было некому: западно-германским энергетическим компаниям это было не интересно, а в СССР был экономический кризис.
Шестой энергоблок, который был полностью построен, но в который не было загружено топливо, был превращён в информационный центр ядерной энергетики, который предоставляет информацию об истории ядерной энергетики, выводе АЭС «Грайфсвальд» из эксплуатации, способах демонтажа и утилизации реакторов.

## Данные энергоблока
АЭС имела 5 действующих энергоблоков, ещё 3 блока строились, но в эксплуатацию введены не были:
| Энергоблок           | Тип реактора | Нетто- мощность | Брутто- мощность | Начало строительства | Синхронизация с электросетью             | Коммерческая эксплуатация                | Закрытие                                 |
| -------------------- | ------------ | --------------- | ---------------- | -------------------- | ---------------------------------------- | ---------------------------------------- | ---------------------------------------- |
| Greifswald-1 (KGR 1) | ВВЭР-440/230 | 408 МВт         | 440 МВт          | 01.03.1970           | 17.12.1973                               | 12.07.1974                               | 14.02.1990                               |
| Greifswald-2 (KGR 2) | ВВЭР-440/230 | 408 МВт         | 440 МВт          | 01.03.1970           | 23.12.1974                               | 16.04.1975                               | 14.02.1990                               |
| Greifswald-3 (KGR 3) | ВВЭР-440/230 | 408 МВт         | 440 МВт          | 01.04.1972           | 24.10.1977                               | 01.05.1978                               | 28.02.1990                               |
| Greifswald-4 (KGR 4) | ВВЭР-440/230 | 408 МВт         | 440 МВт          | 01.04.1972           | 03.09.1979                               | 01.11.1979                               | 22.07.1990                               |
| Greifswald-5 (KGR 5) | ВВЭР-440/213 | 408 МВт         | 440 МВт          | 01.12.1976           | 24.04.1989                               | 01.11.1989                               | 24.11.1989                               |
| Greifswald-6 (KGR 6) | ВВЭР-440/213 | 408 МВт         | 440 МВт          | 01.12.1976           | достроен, но не запущен в эксплуатацию   | достроен, но не запущен в эксплуатацию   | достроен, но не запущен в эксплуатацию   |
| Greifswald-7 (KGR 7) | ВВЭР-440/213 | 408 МВт         | 440 МВт          | 01.12.1978           | строительство остановлено в октябре 1990 | строительство остановлено в октябре 1990 | строительство остановлено в октябре 1990 |
| Greifswald-8 (KGR 8) | ВВЭР-440/213 | 408 МВт         | 440 МВт          | 01.12.1978           | строительство остановлено в октябре 1990 | строительство остановлено в октябре 1990 | строительство остановлено в октябре 1990 |